# Светско првенство у атлетици на отвореном 2005 — бацање кугле за мушкарце
Такмичење у бацању кугле у мушкој конкуренцији на јубиларном 10. Светском првенству у атлетици 2005. у Хелсинкију одржано је 6. августа на Олимпијском стадиону.
Титулу светског првака у бацању кугле освојену на Светском првенству 2003. у Паризу бранио је Андреј Михневич из Белорусије.
Учествовало је 30 такмичара. У квалификацијама које су одржане пре подне такмичари су били подељени у две групе по 15. Дванаест најбољих такмичило се увече, истог дана у финалу.

## Земље учеснице
Учествовали су такмичасри из 24 земље.
1. Белорусија (3)
2. Босна и Херцеговина 1 (1+0)
3. Данска (1)
4. Естонија (1)
5. Јамајка (1)
6. Јужноафричка Република (1)
7. Катар (1)
8. Немачка (1)
9. Пољска (1)
10. Румунија (1)
11. Русија (2)
12. Самоа (1)
13. САД (3)
14. Словачка (1)
15. Словенија (1)
16. Србија и Црна Гора (1)
17. Уједињено Краљевство (1)
18. Украјина (1)
19. Финска (2)
20. Холандија (1)
21. Хрватска (1)
22. Чешка (1)
23. Чиле (1)
24. Шпанија (1)

## Рекорди
| Рекорди пре почетка Светског првенства 2005. | Рекорди пре почетка Светског првенства 2005. | Рекорди пре почетка Светског првенства 2005. | Рекорди пре почетка Светског првенства 2005. | Рекорди пре почетка Светског првенства 2005. | Рекорди пре почетка Светског првенства 2005. |
| -------------------------------------------- | -------------------------------------------- | -------------------------------------------- | -------------------------------------------- | -------------------------------------------- | -------------------------------------------- |
| Светски рекорд                               | Ренди Барнс Сједињене Државе                 | 23,12                                        | Лос Анђелес, САД                             | 20. мај 1990                                 |                                              |
| Рекорд светских првенстава                   | Вернер Гинтер Швајцарска                     | 22,23                                        | Рим, Италија                                 | 29. август 1987                              |                                              |
| Најбољи резултат сезоне                      | Џон Година Сједињене Државе                  | 22,20                                        | Карсон, САД                                  | 22. мај 2005.                                |                                              |
| Афрички рекорд                               | Јанус Робертс Јужна Африка                   | 21,97                                        | Јуџин, САД                                   | 2. јун 2001                                  |                                              |
| Азијски рекорд                               | Султан ел Хебши Саудијска Арабија            | 21,13                                        | Доха, Катар                                  | 8. мај 2009                                  |                                              |
| Северноамерички рекорд                       | Ренди Барнс Сједињене Државе                 | 23,12                                        | Лос Анђелес, САД                             | 20. мај 1990                                 |                                              |
| Јужноамерички рекорд                         | Марко Антонио Верни Чиле                     | 21,14                                        | Сантијаго де Чиле, Чиле                      | 29. јули 2004                                |                                              |
| Европски рекорд                              | Улф Тимерман Источна Немачка                 | 23,06                                        | Ханија, Грчка                                | 22. мај 1988                                 |                                              |
| Океанијски рекорд                            | Џастин Анлезарк Аустралија                   | 20,96                                        | Бризбејн, Аустралија                         | 5. април 2003.                               |                                              |

### Најбољи резултати у 2005. години
Десет најбољих бацача кугле 2005. године пре почетка светског првенства (5. августа 2005) заузимали су следећи пласман на светској ранг листи.
| 1.  | Џон Година        | Сједињене Државе   | 22,20 | 22. мај |
| 2.  | Кристијан Кантвел | Сједињене Државе   | 21,67 | 4. јун  |
| 3.  | Адам Нелсон       | Сједињене Државе   | 21,58 | 4. јун  |
| 4.  | Рутгер Смит       | Холандија          | 21,41 | 3. јул  |
| 5.  | Ралф Бартелс      | Немачка            | 21,36 | 21. јул |
| 6.  | Јоахим Олсен      | Данска             | 21,32 | 16. јул |
| 7.  | Рис Хофа          | Сједињене Државе   | 21,29 | 13. мај |
| 8.  | Џејми Beyer       | Сједињене Државе   | 21,13 | 30. мај |
| 9.  | Андреј Микневич   | Белорусија         | 21,08 | 2. јул  |
| 10. | Едис Елкасевић    | Хрватска           | 20,94 | 23. јун |
|     |                   |                    |       |         |
| 32. | Драган Перић      | Србија и Црна Гора | 20,25 | 7. јул  |

Такмичари чија су имена подебљана учествовали су на СП.

## Квалификационе норме
| А норма | Б норма |
| ------- | ------- |
|         |         |

## Освајачи медаља
|                 |                       |                      |
| Адам Нелсон САД | Рутгер Смит Холандија | Ралф Бартлес Немачка |

## Сатница
| Датум          | Време | Коло          |
| -------------- | ----- | ------------- |
| 6. август 2005 | 10.00 | Квалификације |
| 6. август 2009 | 21.00 | Финале        |

## Резултати

### Квалификације
У квалификацијама такмичари су подељени у две групе по 15. Квалификациона норма за пласман у финале износила је 20,25 метара (КВ), коју је пребацило седам бацача, а осталих пет у финале су се пласирали на основу постигнутог резултата (кв),
| Поз. | Група | Атлетичар                | Земља                  | ЛР      | ЛРС   | 1     | 2     | 3     | Резултат | Нап. |
| ---- | ----- | ------------------------ | ---------------------- | ------- | ----- | ----- | ----- | ----- | -------- | ---- |
| 1.   | А     | Кристијан Кантвел        | САД                    | 22,54   | 21,67 | 21,11 |       |       | 21,11    | КВ   |
| 2.   | А     | Јоахим Олсен             | Данска                 | 21,32   | 21,32 | 20,16 | 19,82 | 20,85 | 20,85    | КВ   |
| 3.   | Б     | Ралф Бартелс             | Немачка                | 21,36   | 21,36 | 20,56 |       |       | 20,56    | КВ   |
| 4.   | А     | Андреј Михневич          | Белорусија             | 21,69   | 21,08 | 20,54 |       |       | 20,54    | КВ   |
| 5.   | Б     | Микулаш Конопка          | Словачка               | 20,66   | 20,61 | 19,83 | x     | 20,39 | 20,39    | КВ   |
| 6.   | А     | Адам Нелсон              | САД                    | 22,51   | 21,58 | x     | 20,35 |       | 20,35    | КВ   |
| 7.   | Б     | Рутгер Смит              | Холандија              | 21,41   | 21,41 | 20,26 |       |       | 20,26    | КВ   |
| 8.   | Б     | Јуриј Билоног            | Украјина               | 21,81   |       | 20,21 | x     | 19,87 | 19,89    | кв   |
| 9.   | А     | Тера Рејникајнен         | Финска                 | 20,88   | 20,38 | 19,87 | 20,19 | 20,06 | 20,19    | кв   |
| 10.  | Б     | Виле Тисаноја            | Финска                 | 21,09   | 20,64 | 19,85 | 19,57 | 20,18 | 20,18    | кв   |
| 11.  | А     | Томаш Мајевски           | Пољска                 | 20,64   | 20,64 | 20,04 | 20,12 | 20,09 | 20,12    | кв   |
| 12.  | А     | Карл Мајерсох            | Уједињено Краљевство   | 21,92Нр | 20,62 | 19,88 | 20,07 | 19,68 | 20,07    | кв   |
| 13.  | А     | Георге Гушет             | Румунија               | 20,84   | 20,75 | 19,44 | 19,60 | 19,83 | 19,83    |      |
| 14.  | Б     | Khalid Habash Al-Suwaidi | Катар                  | 20,54   | 20,54 | 19,72 | x     | 19,56 | 19,56    |      |
| 15.  | Б     | Антон Љубославски        | САД                    | 20,71   | 20,71 | 18,81 | x     | 19,56 | 19,56    |      |
| 16.  | А     | Мануел Мартинез          | Шпанија                | 21,47   | 20,32 | 19,49 | 19,55 | 19,28 | 19,55    |      |
| 17.  | А     | Џон Година               | САД                    | 22,20   | 22,20 | 19,22 | x     | 19,54 | 19,54    |      |
| 18.  | А     | Петр Стехлик             | Чешка                  | 20,96   | 20,80 | 18,98 | 19,48 | x     | 19,48    |      |
| 19.  | Б     | Драган Перић             | Србија и Црна Гора     | 21,77   | 20,25 | 19,12 | 19,27 | 19,46 | 19,46    |      |
| 20.  | А     | Mирослав Водовник        | Словенија              | 20,56   | 20,30 | 18,60 | 18,58 | 19,28 | 19,28    |      |
| 21.  | Б     | Тави Петре               | Естонија               | 20,39   | 20,23 | x     | 19,20 | 19,08 | 19,20    |      |
| 22.  | Б     | Yury Bialou              | Белорусија             | 21,14   | 19,87 | 18,50 | x     | 19,16 | 19,16    |      |
| 23.  | А     | Иван Јушков              | Русија                 | 20,57   | 20,57 | 18,77 | 18,98 | x     | 18,98    |      |
| 24.  | Б     | Хамза Алић               | Босна и Херцеговина    | 19,49   | 19,49 | 18,29 | 18,77 | 16,65 | 18,77    |      |
| 25.  | А     | Марко Антонио Верни      | Чиле                   | 21,14   | 20,04 | 18,60 | x     | x     | 18,60    |      |
| 26.  | B     | Едис Елкасевић           | Хрватска               | 20,94   | 20,94 | 18,47 | 18,59 |       | 18,59    |      |
| 27.  | А     | Доријан Скот             | Јамајка                | 20,21   | 20,21 | 18,10 | x     | 18,33 | 18,33    |      |
| -    | Б     | Јанус Робертс            | Јужноафричка Република | 21,97   | 20,43 | x     | x     | x     | БП       |      |
| -    | Б     | Павел Лижин              | Белорусија             | 20,92   | 20,38 | x     | x     | x     | БП       |      |
| -    | А     | Shaka Sola               | Самоа                  | 18,12   | 18,06 | -     | -     | -     | НС       |      |

Подебљани лични рекорди су и национални рекорди земље коју такмичарк представља

### Финале
| Пласман | Такмичар          | Земља                | #1    | #2    | #3    | #4    | #5    | #6    | Резултат (м) | Белешке |
| ------- | ----------------- | -------------------- | ----- | ----- | ----- | ----- | ----- | ----- | ------------ | ------- |
|         | Адам Нелсон       | САД                  | 21,73 | 21,28 | 21,68 | x     | 21,04 | x     | 21,73        | ЛРС     |
|         | Рутгер Смит       | Холандија            | 21,29 | 21,04 | 21,23 | 20,87 | x     | 20,66 | 21,29        |         |
|         | Ралф Бартелс      | Немачка              | 20,30 | x     | 20,61 | 20,77 | 20,53 | 20,99 | 20,99        |         |
| 4       | Кристијан Кантвел | САД                  | 20,87 | x     | x     | x     | 20,57 | x     | 20,87        |         |
| 5       | Јоахим Олсен      | Данска               | 20,13 | 20,73 | x     | 20,49 | 19,68 | x     | 20,73        |         |
| 6       | Виле Тисаноја     | Финска               | 18,29 | 19,95 | 20,57 | 20,04 | 20,15 | x     | 20,57        |         |
| 7       | Томаш Мајевски    | Пољска               | 20,08 | x     | 20,23 |       |       |       | 20,23        |         |
| 8       | Тера Рејникајнен  | Финска               | 19,69 | 20,09 | 19,31 |       |       |       | 20,09        |         |
| 9       | Микулаш Конопка   | Словачка             | 19,33 | 19,67 | 19,72 |       |       |       | 19,72        |         |
| 10      | Карл Мајерсох     | Уједињено Краљевство | 19,15 | 19,67 | x     |       |       |       | 19,67        |         |
| 4.      | Јуриј Билоног     | Украјина             | 20,89 | x     | 20,32 | 20,42 | 20,81 | x     | 20,89        |         |
| 6.      | Андреј Михневич   | Белорусија           | 20,73 | 20,43 | 20,72 | x     | 20,36 | 20,74 | 20,74        |         |

Допинг
У марту 2013. ИААФ је објавио резултате допинг контрола извршених на замрзнутим узорцима на Светском првенству 2005. у Хелсинкију. Откривено је шест позитивних случајева, а међу њима су била и два бацача кугле. Украјинац Јуриј Билоног(4 у финалу) и Белорус Андреј Михњевич ( 6. у финалу) Сви резултати су им понишрени, а они су добили одговарајуће временске казне..

## Rеференце
1. ↑  стартна листа бацања кугле за мушкарце на СП 2005. сајт ИААФ
2. ↑  Светска ранг листа бацача кугле 2005 сајт ИААФ  Преузето 18.2.2014.
3. ↑  Резултати квалификација по групама на сајту ИААФ Архивирано на веб-сајту  (14. септембар 2017)  Преузето 29.7.2015
4. ↑  Резултати финала у бацању кугле за мушкарце на СП 2005. сајт ИААФ
5. ↑  Одлука МОК о досквалификацији Јурија Билоног због допига на ЛОИ 2004)
6. ↑  Одлука о дискавиликацији Андреј Михњевич, временској казни, брисању резултата и одузимања медаља
7. ↑  Helsinki 2005 re-tests reveal six adverse findings ИААФ 6.3.2013. Прибављено 8.3.2013.